# Гао И
Гао И (高益; конец X века) — китайский художник периода Сун. Мастер религиозной, бытовой живописи, пейзажа и портрета.
Получил известность благодаря изображениям Большого Будды на стенах храмов Сянго и Сыся. Следовал традициям и стилю У Даоцзы. Работал в технике кругового движения кистью (бянь тун шоу). Лю Даочунь писал о его работе, что он «был легок в цвете и тяжел в туши». Кроме того известна его картина «Гора чертовых духов». Работал над вопросами теории искусства.